# Palais des Rais
Palais des Rais (arabiska: قصر الرياس), även kallat Bastion 23, är ett kvarter med historiska byggnader i morisk stil i den nedre delen av Algers kasbah.
Kvarteret består av tre palats förbundna med täckta korridorer, sex fiskarstugor och en fästningsmur med bröstvärn.
Fästningen anlades år 1576 av den osmanska härföraren Mami Arnaut som skydd för den nordvästra sidan av kasbahen och användes av dejerna när de gav sig ut på sina räder. När fransmännen lät bygga om 
kasbahn separerades kvarteret från resten av staden.
Bastion 23 kulturskyddades år 1909 och användes senare som bostäder. På
1980-talet utrymdes de förfallna byggnaderna och år 1987 renoverades kvarteret i samarbete med Unesco med hjälp från Frankrike.